# Mino Jarjoura
Mino Jarjoura ist ein Filmproduzent, der sich auf Kurzfilme konzentriert und 2013 für einen Oscar nominiert wurde.

## Leben
Mino Jarjoura arbeitet mit seinem Kollegen Bryan Buckley in Los Angeles für das Unternehmen Hungry Man.
Im Jahr 2012 erhielt er einen Emmy-Award für das Promotionvideo Ellen: The Ellen DeGeneres Show. Im selben Jahr produzierte Jarjoura gemeinsam mit Bryan Buckley den Kurzfilm Asad, der auf verschiedenen Filmfesten mit insgesamt sechs Preisen ausgezeichnet wurde. Darüber hinaus wurde der Film in der Kategorie Bester Kurzfilm für einen Oscar nominiert.

## Filmografie (Auswahl)
- 2008: Doghouse
- 2008: New Family
- 2010: Hotel Hell Vacation
- 2010: No Autographs (Dokumentarkurzfilm)
- 2012: Asad
- 2017: The Pirates of Somalia